# Cloudy
『Cloudy』は、Cuvieによる日本の成人漫画。

## Cloudy ＜全3話＞
ストーリー

登場人物

## 開花
ストーリー

登場人物

## distance
ストーリー

登場人物

## 寵姫
ストーリー

登場人物

## ドールズ
ストーリー

登場人物

## 手をつないで ＜全2話＞
ストーリー

登場人物
裕也（ゆうや）
本編の主人公。
有坂亜美（ありさか あみ）
本編のヒロインで、裕也の幼馴染。癖のあるセミロングヘアと発育のよい身体つきをしている。

## ビー マイ ベイビー
ストーリー

登場人物

## ひまつぶし。
ストーリー

登場人物

## 書誌情報
- Cuvie『Cloudy』（2005年1月20日発売） ISBN 978-4-8942-1605-1